# Archaeopteris
Ne doit pas être confondu avec Archaeopteryx.
Genre
Archaeopteris appartient au groupe fossile des progymnospermes et est considéré par de nombreux scientifiques comme le premier arbre moderne. Le genre Archaeopteris possède plus de caractéristiques communes avec les plantes à graines que toute autre plante fossile connue et les analyses cladistiques récentes le placent en groupe-frère des plantes à graines.

## Taxonomie et histoire du genre
Les premiers fossiles d'Archaeopteris, décrits au XIXe siècle, étaient des empreintes et des compressions assimilées à des frondes de fougères. Archaeopteris a donc été initialement classé dans les fougères. John William Dawson décrit pour la première fois le genre en 1871. Le nom Archaeopteris dérive du grec ancien ἀρχαῖος / archaīos (« ancien ») et πτέρις / ptéris (« fougère »).
En 1911, Mikhail Dmitrievich Zalessky (en), un paléontologue russe, décrit un nouveau type de bois pétrifié daté du Dévonien provenant de la région du Donbass, qu'il nomme Callixylon. La similitude entre Callixylon et les bois des conifères est rapidement reconnue. Plusieurs espèces sont décrites en Russie, Amérique du Nord et Europe. Certains des spécimens sont des souches ou des troncs de grande taille.
C'est en 1960 que le paléobotaniste Charles Beck démontre la connexion entre Callixylon et Archaeopteris à partir d'un spécimen dont la tige est de type Callixylon et le feuillage Archaeopteris,,. La plante peut alors être reconstruite comme un grand arbre dont le feuillage ressemble aux frondes des fougères et qui se reproduit par spores. Cette combinaison de caractères inconnue chez les plantes actuelles entraîne la création du groupe des progymnospermes. Le nom Archaeopteris étant non seulement le plus ancien, mais aussi celui qui se rapporte à la partie fertile, c'est celui qui a été conservé pour désigner la plante entière.
En 1966, Carluccio et ses collaborateurs démontrent que les « frondes » d'Archaeopteris ne sont pas des feuilles composées mais des branches ramifiées dans un plan et qui portent des feuilles simples. En 2001, Fairon-Demaret et Leponce confirment ces affirmations. Elles démontrent l'existence d'un dimorphisme foliaire chez Archaeopteris. Du côté abaxial, ce sont des feuilles simples de grande taille alors que du côté adaxial, les feuilles sont plus petites.
Le genre Archaeopteris fait partie de l'ordre des Archaeopteridales et de la famille des Archaeopteridaceae. Son nom est similaire à celui du premier oiseau à plumes connu, Archaeopteryx, mais il fait ici référence à la nature des frondes de la plante, qui ressemblent à des fougères.

### Relation avec les spermatophytes
Archaeopteris fait partie d'un groupe de plantes ligneuses à port libre appelées progymnospermes, ancêtres des gymnospermes. Archaeopteris se reproduit en libérant des spores plutôt qu'en produisant des graines, mais certaines espèces, comme Archaeopteris halliana, sont hétérosporées, c'est-à-dire qu'elles produisent deux types de spores. On pense qu'il s'agit d'une première étape dans l'évolution des plantes vasculaires vers la reproduction par graines, qui est apparue pour la première fois dans le groupe de gymnospermes le plus ancien, disparu depuis longtemps, les fougères à graines. Les conifères constituent l'une des quatre divisions de gymnospermes existantes, issues des fougères à graines au cours du Carbonifère.

## Âge et répartition

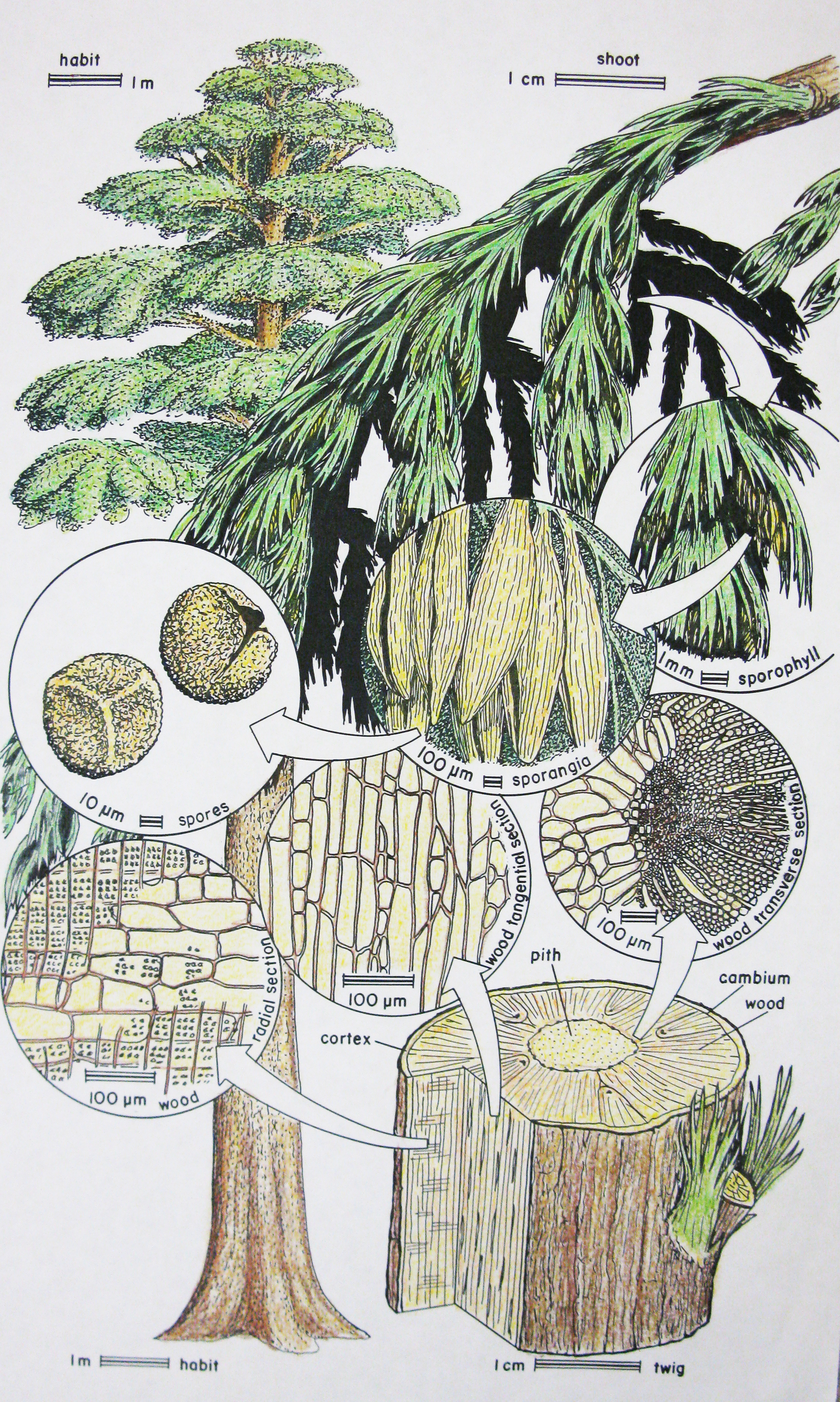
Reconstruction de l'espèce Archaeopteris macilenta d'après des fossiles découverts dans les montagnes Catskill, au nord de New York.

Archaeopteris se rencontre dans les strates datant du Dévonien supérieur (de nombreux indices tendent à montrer qu'il serait présent dès le Dévonien moyen) jusqu'au Carbonifère inférieur.
Considéré comme cosmopolite, de nombreux fossiles ont été retrouvés sur tous les continents, notamment en Afrique (Afrique du Sud, Maroc), en Europe (Allemagne, Belgique, Irlande, Russie, Ukraine), en Asie (Chine, Kazakhstan, Russie), en Amérique du Nord (Canada, États-Unis), en Amérique du Sud (Colombie, Venezuela) ainsi qu'en Océanie (Australie).

### Habitat
Les données indiquent qu'Archaeopteris préférait les sols humides, poussant à proximité des systèmes fluviaux et dans les forêts de plaine d’inondation. Il aurait constitué une part importante de la végétation de la canopée des premières forêts. À propos de la première apparition d'Archaeopteris sur la scène mondiale, Stephen Scheckler, professeur de biologie et de sciences géologiques à l'Institut polytechnique de Virginie, déclare : « Lorsque [Archaeopteris] est apparu, il est très rapidement devenu l'arbre dominant partout sur Terre. Sur toutes les zones terrestres habitables, il y avait cet arbre ». Une espèce, Archaeopteris notosaria, a même été signalée dans ce qui était alors le cercle antarctique : des feuilles et des structures fertiles ont été identifiées dans la Waterloo Farm lagerstätte (en), dans ce qui est aujourd'hui l'Afrique du Sud.

## Principales caractéristiques

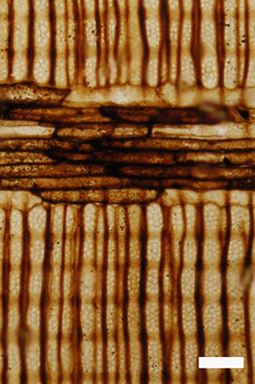
Bois d’Archaeopteris (Callixylon) en coupe radiale (échelle = 0.1 mm).

- Port : Archaeopteris est reconstruit comme un arbre qui pouvait atteindre 30 à 40 m de haut. Les plus grandes souches retrouvées atteignent 1,50 m de diamètre. Archaeopteris était capable de produire des ramifications adventives. La ramification latérale d'Archaeopteris se rapproche de la ramification axillaire que l'on observe chez les plantes à graines.
- Reproduction : la présence de deux types de spores (reproduction hétérosporée) a été montrée dans plusieurs espèces[12],[13].
- Anatomie[14] : les axes d'Archaeopteris (="Callixylon") ont une grande moelle centrale qui peut dépasser 1 cm de diamètre. Le bois rappelle celui des conifères avec des trachéides et des rayons. Il est produit par un cambium bifacial. Les trachéides portent sur leur paroi radiale des groupes de ponctuations séparées par des zones non ponctuées. Les tissus les plus externes (phloème secondaire par exemple) sont rarement préservés, donc mal connus.

## Écologie
Certains chercheurs, comme le professeur Stephen Scheckler, estiment qu'Archaeopteris a joué un rôle majeur dans la transformation de son environnement : « Sa litière alimentait les cours d'eau et a joué un rôle majeur dans l'évolution des poissons d'eau douce, dont le nombre et les variétés ont explosé à cette époque, et a influencé l'évolution d'autres écosystèmes marins. Elle a été la première plante à produire un système racinaire étendu, ce qui a eu un impact profond sur la chimie du sol. Et une fois que ces changements d'écosystèmes se sont produits, ils ont été modifiés pour toujours. Il s'agissait d'un événement unique ».
On pense qu’Archaeopteris vivait dans des zones bien drainées où il pouvait former des forêts. Archaeopteris avait un système racinaire bien développé qui a pu contribuer à la formation de sols profonds au Dévonien supérieur. Cette transformation des sols aurait pu avoir un impact sur le cycle du carbone à grande échelle et le climat.

## Liste des espèces
- † Archaeopteris fissilis
- † Archaeopteris halliana
- † Archaeopteris hibernica
- † Archaeopteris macilenta
- † Archaeopteris obtusa
- † Archaeopteris notosaria
- † Archaeopteris gaspiensis